# Hraniční přechod Luby–Wernitzgrün
Hraniční přechod Luby–Wernitzgrün (německy Grenzübergang Wernitzgrün–Luby) je bývalý silniční hraniční přechod, který se nachází na česko-německé státní hranici na hraničním úseku XX/10 - XXI/1 mezi českým městem Luby (okres Cheb, Karlovarský kraj) a německou obcí Wernitzgrün (zemský okres Fojtsko, spolková země Sasko). Přechod leží v nadmořské výšce 650 m n. m. na silnici II/212; za hranicí pokračuje místní německá komunikace. Před zrušením byl určen pro pěší, cyklisty, motocykly a osobní automobily.
Hraniční přechod byl zrušen při vstupu České republiky do Schengenského prostoru v roce 2007. V případě dočasného znovuzavedení ochrany vnitřních hranic je provoz na hraničním přechodu upraven Sdělením Ministerstva vnitra č. 395/2021 Sb.